# Rhantus hispanicus
Rhantus hispanicus är en skalbaggsart som beskrevs av Sharp 1882. Rhantus hispanicus ingår i släktet Rhantus och familjen dykare. Inga underarter finns listade i Catalogue of Life.